# HD 139357 b
HD 139357 b — планета-гигант (9.76 ± 2.15 масс Юпитера), обращающаяся вокруг красного гиганта HD 139357 . Открыт группой немецких и итальянских астрономов, с помощью метода доплеровской спектроскопии в 2009 году.